# KRTAP21-2
KRTAP21-2 (англ. Keratin associated protein 21-2) – білок, який кодується однойменним геном, розташованим у людей на довгому плечі 21-ї хромосоми. Довжина поліпептидного ланцюга білка становить 83 амінокислот, а молекулярна маса — 8 564.
| 10         |  | 20         |  | 30         |  | 40         |  | 50         |
| ---------- |  | ---------- |  | ---------- |  | ---------- |  | ---------- |
| MCCNYYRNCC |  | GGCGYGSGWS |  | SGCGYGCGYG |  | CGYGSGCRYG |  | SGYGTGCGYG |
| CGYGSGCGYG |  | CGYSSSCCGY |  | RPLCYRRCYS |  | SCY        |  |            |

C: Цистеїн

G: Гліцин

L: Лейцин

M: Метіонін

N: Аспарагін

P: Пролін

R: Аргінін

S: Серин

T: Треонін

W: Триптофан